# جوشوا فريمان
جوشوا فريمان (بالإنجليزية: Joshua Freeman)‏ هو مؤرخ أمريكي، ولد في 1949.